# Erakond Eestimaa Rohelised
Erakond Eestimaa Rohelised ("Partiet De Gröna i Estland") är ett grönt politiskt parti i Estland, grundat 25 november 2006. Partiet var representerat i parlamentet Riigikogu från 2007 till 2011. Partiet är medlem i Europeiska gröna partiet, men misslyckades med att ta mandat i Europaparlamentet i både Europaparlamentsvalet 2004 och Europaparlamentsvalet 2009.